# Vliegende eekhoorns
De vliegende eekhoorns (Pteromyini) zijn een geslachtengroep van de onderfamilie Sciurinae binnen de familie der eekhoorns Sciuridae).

## Verspreiding
Soorten uit deze onderfamilie zijn verspreid over Noord-Amerika, Europa en Azië. In Zuidoost-Azië, waaronder Indonesië, leven de meeste soorten vliegende eekhoorns. De bekendste soort uit de Pteromyinae is de Europese vliegende eekhoorn (Pteromys volans).

## Taxonomie
De vliegende eekhoorns werden lange tijd als een aparte onderfamilie binnen de eekhoorns gezien en tegenover de andere eekhoorns in de onderfamilie Sciurinae gesteld, maar genetisch onderzoek wees in de 21e eeuw uit dat ze verwant zijn aan de echte boomeekhoorns; daarom worden ze nu samen met die groep in een anders gedefinieerde onderfamilie Sciurinae geplaatst.
Er zijn vijftien geslachten van vliegende eekhoorns, verdeeld in twee subtribus (groepen):
- Subtribus Pteromyini
  - Aeretes
  - Aeromys
  - Belomys
  - Biswamoyopterus
  - Eupetaurus
  - Petaurista
  - Pteromys
  - Pteromyscus
  - Trogopterus
- Subtribus Glaucomyina
  - Eoglaucomys
  - Glaucomys
  - Hylopetes
  - Iomys
  - Petaurillus
  - Petinomys
  - Priapomys